# Tuttle (Oklahoma)
Tuttle – miasto w Stanach Zjednoczonych, w stanie Oklahoma, w hrabstwie Grady.